# Brad Sherman

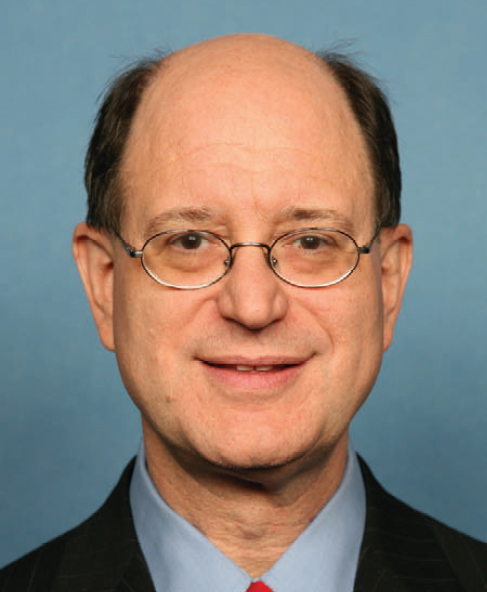
Brad Sherman (2009)

Bradley James „Brad“ Sherman (* 24. Oktober 1954 in Los Angeles, Kalifornien) ist ein US-amerikanischer Politiker der Demokratischen Partei. Seit 1997 vertritt er einen Distrikt des Bundesstaats Kalifornien im US-Repräsentantenhaus.

## Werdegang
Brad Sherman besuchte die Mark Kepple High School in Alhambra und die Corona del Mar High School in Newport Beach. Danach studierte er bis 1974 der University of California in Los Angeles. Nach einem Jurastudium an der Harvard University und seiner 1979 erfolgten Zulassung als Rechtsanwalt begann er in diesem Beruf zu arbeiten. Er war außerdem vereidigter Buchhalter und in dieser Eigenschaft für einige Firmen tätig. Gleichzeitig schlug er als Mitglied der Demokratischen Partei eine politische Laufbahn ein. Zwischen 1990 und 1995 gehörte er der kalifornischen Finanzausgleichskommission an; seit 1991 war er Vorsitzender dieses Gremiums.
Bei den Kongresswahlen des Jahres 1996 wurde Sherman im 24. Wahlbezirk von Kalifornien in das US-Repräsentantenhaus in Washington, D.C. gewählt, wo er am 3. Januar 1997 die Nachfolge von Anthony C. Beilenson antrat. Nach bisher zwölf Wiederwahlen zwischen 1998 und einschließlich 2020 kann er sein Amt bis heute ausüben. Im Repräsentantenhaus des 117. Kongresses läuft bis zum 3. Januar 2023. Zwischen 2003 und 2013 vertrat er als Nachfolger von Adam Schiff den 27. Distrikt seines Staates. Seit 2013 hält er sein Mandat für den 30. Kongresswahlbezirk Kaliforniens. In seine Zeit als Kongressabgeordneter fielen die Terroranschläge am 11. September 2001, der Irakkrieg und der Militäreinsatz in Afghanistan. Sherman ist bzw. war Mitglied im Finanzausschuss und im Auswärtigen Ausschuss sowie in vier Unterausschüssen.
Er ist verheiratet und lebt in Sherman Oaks.

## Außenpolitisches Engagement
Als Mitglied des Auswärtigen Ausschusses des Repräsentantenhauses hat Brad Sherman zu zahlreichen außenpolitischen Fragen Stellung genommen:
Im August 2010 brachte Sherman einen Gesetzesentwurf ein, der darauf abzielte, Chinas Status als Most favoured Nation außer Kraft zu setzen, solange es nicht „annähernd gleiche Wettbewerbsbedingungen zwischen unseren beiden Nationen“ gäbe.
Sherman ist ein starker Fürsprecher der US-israelischen Beziehungen und hat stets Hilfeleistungen an Israel unterstützt. Im Jahr 2004 hat er als erster den U.S.-Israel Energy Cooperation Act (US-israelisches Energie-Kooperations-Gesetz) eingebracht. Es bewilligt Gelder für Joint Ventures zwischen US-amerikanischen und israelischen Akademikern und Privatunternehmen, welche Forschung betreiben und energieeffiziente Technologien für erneuerbare Energien entwickeln.
Als Mitglied des Außenpolitik-Ausschusses hat sich Sherman dafür eingesetzt, dass der Kongress den Völkermord an den Armeniern anerkennt sowie die finanziellen Hilfen an Armenien und die Republik Bergkarabach ausweitet.
In einem Brief an Viviane Reding, EU-Kommissarin für Justiz und Grundrechte, und an Klaus-Heiner Lehne, Vorsitzender im Rechtsausschuss des EU-Parlaments, forderte Sherman die EU-Behörden und Malta dazu auf, die Ermittlungen in der Causa Rakhat Aliyev voranzutreiben. Dem kasachischen Ex-Botschafter werden u. a. der Mord an zwei kasachischen Bankern, Geldwäsche, Bestechung und Erpressung vorgeworfen. „Ich kann nicht sagen, ob die Vorwürfe der Wahrheit entsprechen, aber als Mitglied des Auswärtigen Ausschusses glaube ich, dass diese schweren Vorwürfe restlos aufgeklärt werden müssen“, erläutert Sherman in seinem Brief.